# Solberga distrikt, Bohuslän
Solberga distrikt är ett distrikt i Kungälvs kommun och Västra Götalands län. 
Distriktet ligger vid kusten, nordväst om Kungälv. 

## Tidigare administrativ tillhörighet
Distriktet inrättades 2016 och utgörs av socknen Solberga i Kungälvs kommun.
Området motsvarar den omfattning Solberga församling hade vid årsskiftet 1999/2000.